# Enicospilus transversecostatus
Enicospilus transversecostatus là một loài tò vò trong họ Ichneumonidae.